# Proporzec strzelecki mistrzowskiego pułku piechoty dywizji

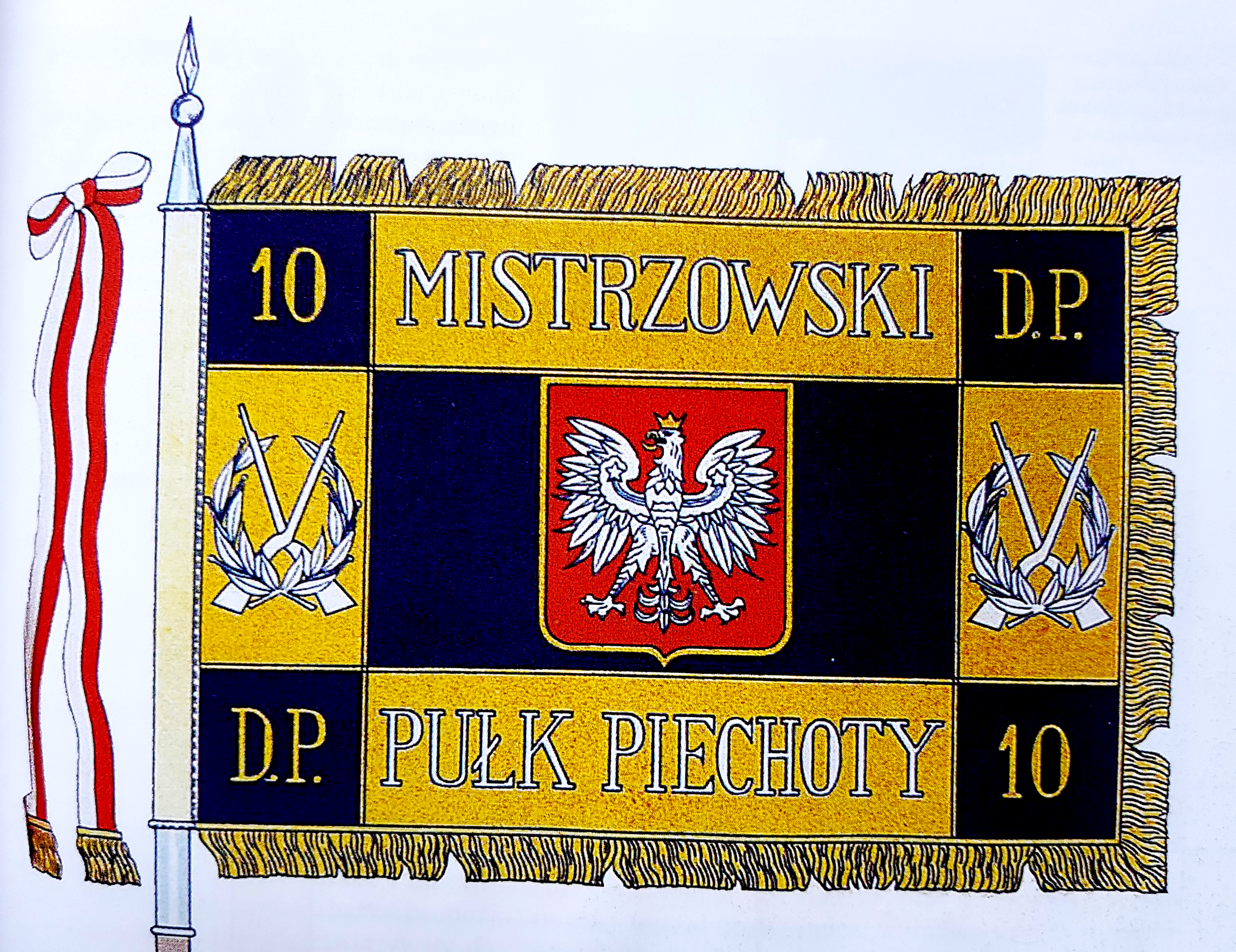
Wzór proporca strzeleckiego mistrzowskiego pułku piechoty 10 Dywizji Piechoty

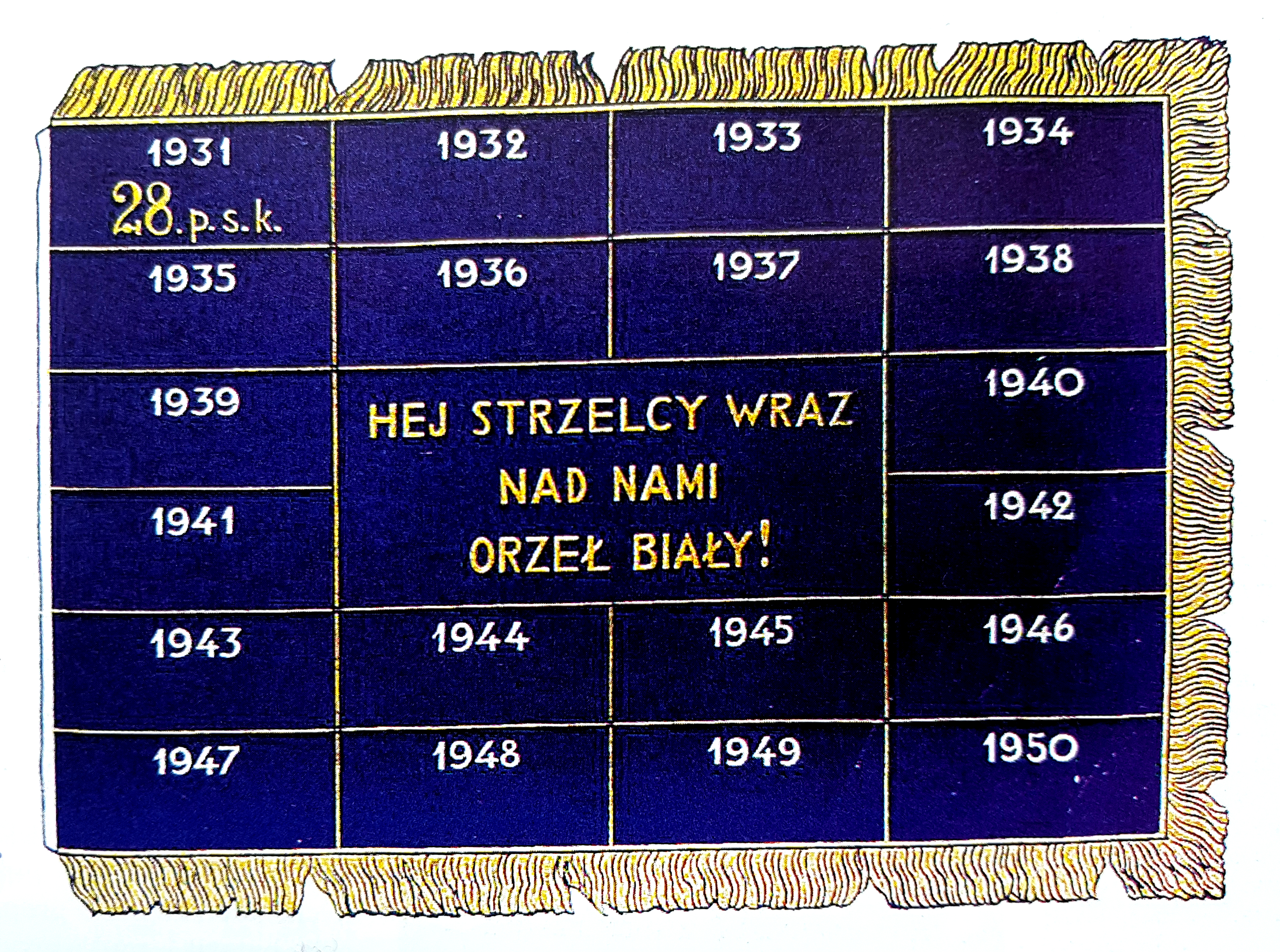
Wzór proporca strzeleckiego mistrzowskiego pułku piechoty 10 Dywizji Piechoty

Proporzec strzelecki mistrzowskiego pułku piechoty dywizji – proporzec Wojska Polskiego II Rzeczypospolitej, używany w pułkach piechoty, w latach 1932–1939.
3 listopada 1931 roku generał dywizji Kazimierz Fabrycy, w zastępstwie Ministra Spraw Wojskowych, zatwierdził wzór proporca strzeleckiego dla mistrzowskiego pułku piechoty w międzyoddziałowych zawodach strzeleckich dywizji piechoty. Zasady nadawania proporca zostały określone w „Instrukcji Wyszkolenia Kontyngensu Piechoty”, część I, L. dz. 200/Tj. 31 Dep. Piechoty.
Opis proporca:
- szerokość płachty - 50 cm,
- długość płachty - 75 cm,
- szerokość  frędzli - 5 cm,
- szerokość  szarfy -  10 cm,
- długość drzewca bez okucia - 225 cm,
- grubość drzewca -  3,5 cm,
- długość grotu -  18 cm,
- długość dolnego okucia drzewca -  10 cm.
- materiał płachty -  jedwab,
- materiał szarfy - jedwab,
- haft srebrny i złoty,
- godło Rzeczypospolitej Polskiej wzór 1927,
- okucia - biały metal.

Rok wręczenia i numer mistrzowskiego pułku były umieszczane co roku.
Proporzec miał być używany przez 25 lat, z zastrzeżeniem, że po 20 latach mistrzowski pułk umieszczał na drzewcu biało-czerwoną szarfę, na której znajdował się numer pułku i rok zwycięstwa w zawodach międzyoddziałowych.
7 grudnia 1932 roku Minister Spraw Wojskowych ogłosił wyniki międzyoddziałowych zawodów strzeleckich przeprowadzonych w 1932 roku w myśl „Instrukcji Wyszkolenia Kontyngensu Piechoty”, część I, w dywizjach piechoty z rocznikiem 1910. Obok trzydziestu wyróżnionych pułków piechoty, tytuł mistrzowskiego otrzymał również 3 Batalion Strzelców, jako najlepszy spośród czterech samodzielnych batalionów. Jednocześnie minister udzielił pochwały dowódcom i kadrom zawodowym mistrzowskich pułków piechoty dywizji (mistrzowskiemu baonowi strzelców) oraz dowódcom i kadrom zawodowym mistrzowskich kompanii dywizji (mistrzowskiemu pododdziałowi batalionów strzelców i morskiego).